# Promulgacja
Promulgacja (łac. promulgatio) – pot. ogłoszenie każdego aktu normatywnego. Sensu stricto jest to jedynie ogłoszenie ustawy zarządzone przez głowę państwa, czym w ramach swoich kompetencji potwierdza, że ustawę uchwalono zgodnie z przepisami konstytucji oraz poleca wszystkim adresatom jej stosowanie.
Aby prawo mogło obowiązywać, musi zostać uchwalone zgodnie z właściwą procedurą, a następnie należycie ogłoszone (czyli promulgowane). Do ogłoszenia aktów normatywnych służą tzw. organy promulgacyjne. W Polsce są to przede wszystkim dwa dzienniki urzędowe:
- Dziennik Ustaw – gdzie ogłasza się konstytucje, ustawy, ratyfikowane umowy międzynarodowe, rozporządzenia, orzeczenia Trybunału Konstytucyjnego dotyczące aktów normatywnych ogłoszonych w Dzienniku Ustaw i inne akty prawne,
- Dziennik Urzędowy Rzeczypospolitej Polskiej „Monitor Polski” – gdzie ogłasza się zarządzenia, uchwały, postanowienia oraz inne akty normatywne niemające charakteru prawa powszechnie obowiązującego.